# Choc anaphylactique
 Mise en garde médicale
Un choc anaphylactique est une réaction allergique exacerbée, entraînant dans la plupart des cas de graves conséquences et pouvant engager le pronostic vital. Il s'agit d'une manifestation d'hypersensibilité immédiate (type I) due à la libération de médiateurs vasoactifs chez un sujet au préalable sensibilisé. Le choc anaphylactique peut également être non allergique.

## Étymologie
Le néologisme « anaphylaxie » créé par Charles Richet en 1902, vient du grec ana (ἀνα), « en sens contraire », et phulaxis (φύλαξις), « protection ».
Le choc anaphylactique est la forme la plus grave d'anaphylaxie.

## Histoire
En 1901, le prince Albert Ier de Monaco invite le professeur Charles Richet et le zoologiste Paul Portier (assistant du professeur Albert Dastre à la Sorbonne) à une expédition océanographique au Cap-Vert et aux Açores pour étudier la nature du poison contenu dans les physalies, redoutées des pêcheurs. Au cours de campagnes précédentes, le prince avait noté les lésions sur les mains des pêcheurs de plus en plus douloureuses à mesure que se développaient les opérations de tri de pêche dans lesquelles figuraient ces cnidaires. De retour au laboratoire de physiologie de la faculté de médecine de Paris, Richet et Portier établissent en 1902 le phénomène sur le plan expérimental en injectant des doses de toxines de physalie sur des chiens,,. Charles Richet poursuivit ses travaux sur l'anaphylaxie de 1902 à 1911, pour lesquels il reçut le prix Nobel de physiologie ou médecine en 1913.

## Signes cliniques

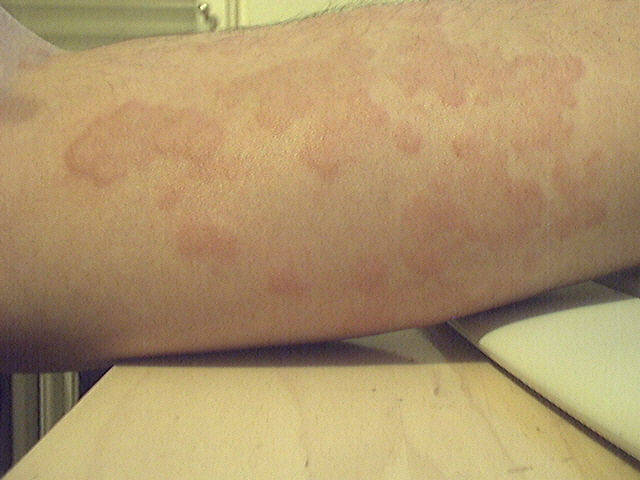
Urticaire.

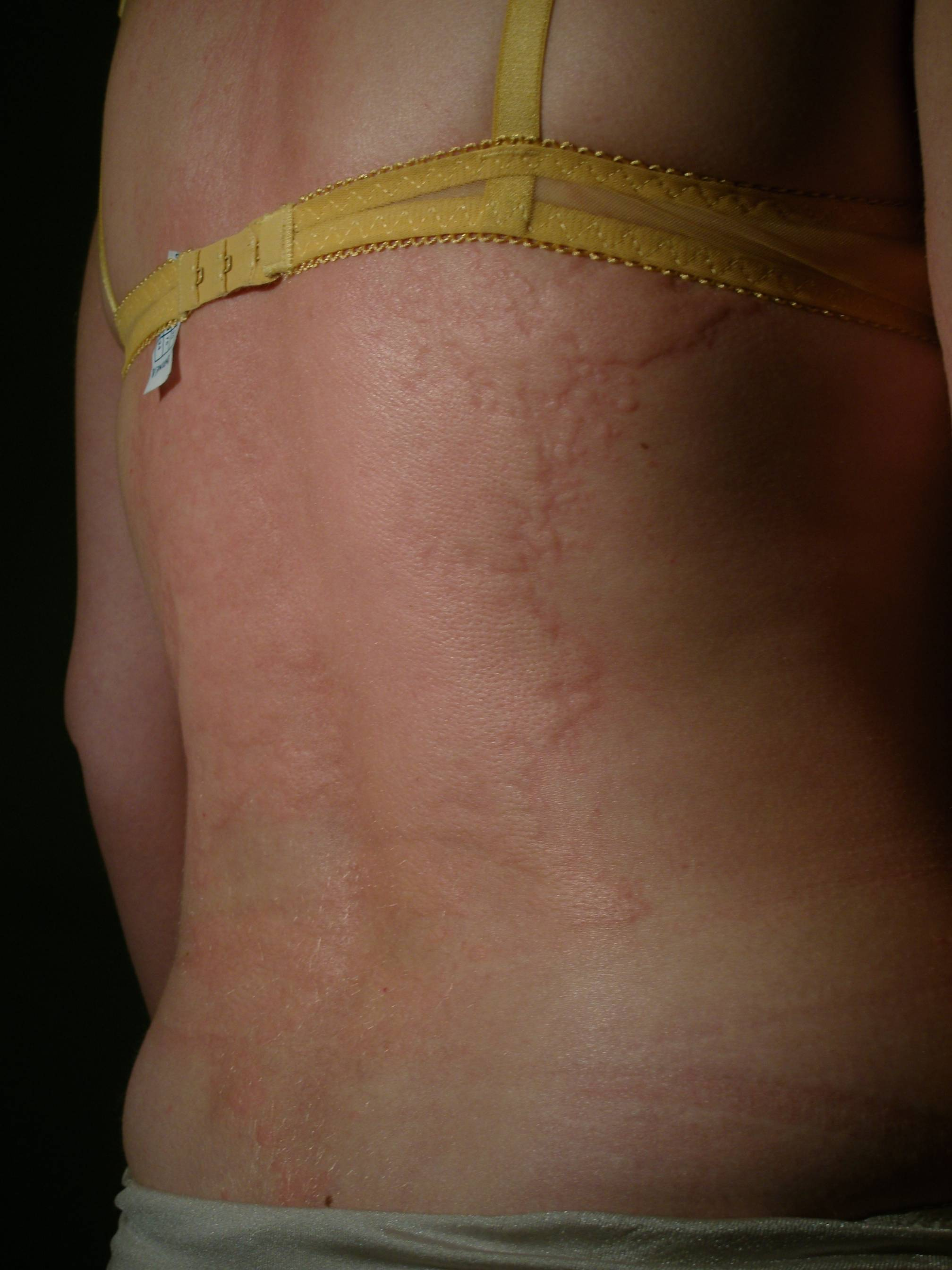
Urticaire géante, en plaques plus ou moins grandes et divisées, pouvant prendre l'apparence de cloques épaisses pleines de lymphe dans les cas graves.

Le choc anaphylactique se signale par les signes suivants (quatre stades de gravité selon la classification de Ring et Messmer de 1977) :
- grade I : troubles cutanéomuqueux plus ou moins généralisés ; érythème, urticaire, urticaire géant avec ou sans œdème angioneurotique, sans autres symptômes ;
- grade II : atteinte modérée d'au moins deux organes avec signes cutanéomuqueux, chute de la pression artérielle, tachycardie inhabituelle, hyperréactivité bronchique (toux, difficulté ventilatoire et à déglutir, en raison d'un œdème de la gorge). Des troubles digestifs (nausées, vomissements, diarrhées) sont également possibles ;
- grade III : atteinte multiviscérale sévère. Elle menace la vie du patient et impose un traitement immédiat et spécifique. Les signes en sont le collapsus, la tachycardie ou bradycardie, des troubles du rythme cardiaque, le bronchospasme. Les signes cutanés peuvent être absents ou n’apparaître qu’après la remontée de la tension ;
- grade IV : arrêt circulatoire ou respiratoire ; la mort peut survenir par arrêt circulatoire qui désamorce la pompe cardiaque, ou par un spasme majeur au niveau des bronches, entraînant un état d'asphyxie, ou encore par œdème pulmonaire.

## Physiopathologie
Lors d'un premier contact avec une substance étrangère à l'organisme (appelé allergène), le système immunitaire produit des anticorps IgE dirigés contre l'allergène. Ces anticorps IgE sont sécrétés par des plasmocytes. Libérés dans la circulation sanguine, ils vont se fixer sur les mastocytes ou les polynucléaires basophiles (globules blancs de la catégorie des granulocytes) via des récepteurs qui augmentent la durée de vie des IgE. Ce premier contact et cette production d'IgE n'entraînent pas à eux seuls de signes cliniques. On parle alors de « sensibilisation ».
Lors d'un deuxième contact avec l'allergène, son contact avec les anticorps IgE fixés sur la membrane des mastocytes et des polynucléaires basophiles va induire la dégranulation de ces derniers, entraînant la libération de médiateurs vasoactifs (tels que l'histamine, la sérotonine, des prostaglandines, des leucotriènes, des bradykinines…). Si un nombre suffisant de médiateurs sont libérés, une réaction allergique a lieu. Cette deuxième rencontre de l'agent allergène n'entraîne pas nécessairement la réaction anaphylactique. Le choc anaphylactique n'étant que le dernier stade (et le plus grave) de la réaction allergique.
Dans le cas des chocs anaphylactiques, la réintroduction d'un allergène chez un sujet déjà sensibilisé, c'est-à-dire la libération de ces substances vasodilatatrices va induire une chute des résistances vasculaires périphériques (responsable d'une hypovolémie relative), une augmentation de la perméabilité des capillaires (responsable d'une hypovolémie absolue et d'œdèmes). Ces mécanismes pathologiques vont être dans un premier temps compensés par l'augmentation du rythme cardiaque, empêchant dans un premier temps la chute de la pression artérielle. Puis, les pressions de remplissage et le débit cardiaque vont chuter, entraînant le collapsus.
Il existe un deuxième type de choc dit « anaphylactoïde ». Dans ce cas, la libération des substances vasodilatatrices se fait sous l'action directe d'un toxique et non pas après contact allergène-anticorps. C'est une réaction non IgE-dépendante.

## Clinique
Les symptômes les plus fréquemment retrouvés (isolés ou associés) sont :
- des signes cutanés (éruptions cutanées, prurit (démangeaisons) au niveau des lèvres, de la bouche, des yeux, œdème au niveau du visage) ;
- des signes respiratoires (dyspnée, œdème de la glotte, bronchospasme, éternuements, toux) ;
- des signes digestifs (nausées, vomissements, diarrhée, douleurs abdominales) ;
- des signes de collapsus cardiovasculaire, une hypotension.

On retrouve aussi des vertiges, palpitations, frissons et une perte de conscience pouvant mener au coma.

## Causes
Parmi les allergènes les plus fréquents, on peut mentionner :
- les aliments (60 % des cas[10]). Toute protéine alimentaire peut être allergène. Les plus fréquemment impliquées proviennent du lait de vache ou de chèvre, des œufs, du sésame, des crustacés et des poissons, des fruits à coque comme l'arachide, les noix de cajou, de pécan, la pistache, l'amande, de fruits dits exotiques comme le kiwi ;
- les médicaments (16 % des cas[10]). Les principales catégories impliquées sont les anti-inflammatoires, les aspirines, les bêta-bloquants, les antibiotiques et les produits anesthésiques ;
- les venins d'hyménoptères (16 % des cas[10]) notamment des abeilles, des guêpes et des frelons ;
- le latex (4 % des cas[10]) touchant principalement les personnes y étant exposées régulièrement.

## Traitement
Le choc anaphylactique est une urgence vitale.
Le seul traitement du choc anaphylactique reste l'utilisation de l'adrénaline (épinéphrine) par voie intramusculaire, ou intraveineuse (pour les médecins spécialistes uniquement), à petites doses (0,30  à   0,50 mg par voie intramusculaire étant les doses les plus souvent recommandées). L'administration sous-cutanée est proscrite car trop lente. Une injection intraveineuse ne peut être effectuée qu'en présence d'un collapsus cardiovasculaire, de préférence par une équipe spécialisée ; la solution d'adrénaline doit d'abord être diluée (1/10 000) et l'injection doit se faire lentement, de préférence sous surveillance cardiaque. Pour les patients ne répondant pas à l'adrénaline ou pour les patients traités par des bêta-bloquants, l'injection de glucagon est possible.
Il existe aussi un auto-injecteur à base d'adrénaline pour administration intramusculaire, ce qui peut être utile par exemple pour les personnes qui savent qu'elles sont allergiques aux piqûres d'abeilles ou de guêpes. Des instructions doivent toutefois leur être données en ce qui concerne la dose à utiliser, la manière de procéder, ainsi que sur les possibilités de désensibilisation.
L'hypovolémie est compensée par un remplissage vasculaire, sont également utilisés des bronchodilatateurs (bêta 2-mimétiques de courte durée d'action en aérosols) pour lutter contre la bronchoconstriction.
En cas de réactions œdémateuses associées, on utilise les corticoïdes.
Plusieurs pays ont publié des recommandations quant à la prise en charge, dont les États-Unis et la Grande-Bretagne.

## Prévention
On retient surtout qu'en prévention d'une rechute, mieux vaut éviter tout contact avec l'agent allergène responsable (s'il a pu être identifié).
On peut également utiliser les antihistaminiques ou la désensibilisation.
Le sujet devra toujours porter sur lui une seringue d'adrénaline auto-injectable, dont l'apprentissage d'utilisation peut se faire auprès d'un allergologue ou d'un pharmacien.